# William A. Graham
William A. Graham (New York, 15 maggio 1926 – Malibù, 12 settembre 2013) è stato un regista statunitense.

## Filmografia parziale

### Cinema
- La vecchia legge del West (Waterhole 3) (1967)
- Sfida negli abissi (Submarine X-1) (1968)
- Change of Habit (1969)
- Honky (1971)
- Apache (Cry for Me, Billy) (1972)
- Where the Lilies Bloom (1974)
- Together Brothers (1974)
- Trapped Beneath the Sea (1974)
- Un fuorilegge speciale (Harry Tracy, Desperado) (1982)
- Ritorno alla laguna blu (Return to the Blue Lagoon) (1991)

### Televisione
- Prigionieri in fondo al mare (Trapped Beneath the Sea) (1974)
- 21 ore a Monaco (21 Hours at Munich) (1976)
- The Amazing Howard Hughes (1977)
- Contract on Cherry Street (1977)
- Cindy (1978)
- La tragedia della Guyana (Guyana Tragedy: The Story of Jim Jones) (1980)
- Omicidio di una Playmate (Calendar Girl Murders) (1984)
- Mussolini: The Untold Story (1985)
- Street of Dreams (1988)
- La vera storia di Billy the Kid (Gore Vidal's Billy the Kid) (1989)
- La mia rivale (A Friend to Die For) (1994)
- L'uomo che catturò Eichmann (The Man Who Captured Eichmann) (1996)
- Prove mortali (Dying to Belong) (1997)
- L'uomo sbagliato (Sleeping with the Devil) (1997)
- Blood Crime - L'aggressione (Blood Crime) – film TV (2002)